# Danderyds distrikt
Danderyds distrikt är det enda distriktet i Danderyds kommun i Stockholms län. 
Distriktet ligger omkring Danderyds kyrka i södra Uppland. 

## Tidigare administrativ tillhörighet
Distriktet inrättades 2016 och utgörs ungefär av socknen Danderyd i Danderyds kommun
Området motsvarar den omfattning Danderyds församling hade 1999/2000. Distriktets omfattning är identiskt med kommunens bortsett från gränsjusteringar som skett efter 2000.